# ГЕС Priyadarshini Jurala
ГЕС Priyadarshini Jurala — гідроелектростанції в центральній частині Індії у штаті Телангана. Знаходячись між малою ГЕС Narayanpur (вище по течії) та ГЕС Lower Jurala, входить до складу каскаду на одній з найдовших річок країни Крішні (тече на схід із Західних Гатів та впадає у Бенгальську затоку на узбережжі штату Андхра-Прадеш).
Від 1996 року Крішну з метою іригації перекривала гребля Jurala висотою 40 метрів та загальною довжиною 4534 метри. Вона була виконана як земляна споруда, що потребувала 1,5 млн м3 матеріалу та мала по центру бетонну водоскидну секцію довжиною 927 метрів. Через певний час її вирішили доповнити гідроелектростанцією, пригреблевий машинний зал якої спорудили праворуч від водоскидів. У 2008—2011 роках його обладнали шістьма бульбовими турбінами потужністю по 39 МВт, які при напорі у 21,1 метра забезпечують виробництво 407 млн кВт-год електроенергії на рік. Відпрацьована вода прямує до русла через відвідний канал довжиною понад 0,6 км.
Проект реалізували у штаті Андхра-Прадеш, енергетичними об'єктами якого володіє компанія APGenco. Проте невдовзі відбулось виділення нового штату Телангана, де діє Telangana Power Generation Corporation.
В 2014 році внаслідок активного скидання води через греблю Jurala відбулось підтоплення машинного залу станції Lower Jurala, яка якраз знаходилась в процесі введення в експлуатацію.